# صد رد (مسلسل)
صد رد، مسلسل مصري من بطولة علي ربيع ومحمد عبد الرحمن ومحمد أسامة ... ومن إخراج هشام فتحي ليتم عرضه في رمضان 2016 موافق 1437.
تدور احداث المسلسل حول ثلاث شباب (كونو، حورس، وبكتيريا) يعيشون في منطقة شعبية يحاولون الهجرة إلى الخارج بمساعدة حمادة بني والقبطان سعيد سمكة وتحدث معهم الكثير من المواقف الكوميدية.

## طاقم العمل
| الممثل(ة)        | الدور                  |
| ---------------- | ---------------------- |
| علي ربيع         | حورس                   |
| محمد عبد الرحمن  | كونو                   |
| محمد أسامة       | بكتريا                 |
| محمد أنور        | حمادة بني              |
| أحمد فتحي        | خيري جزمة              |
| سامي مغاوري      | عم زيزو أبو حورس       |
| عبد الله مشرف    | أبو بكتيريا            |
| شيماء سيف        | مها توكة اخت خيري جزمة |
| بدرية طلبة       | ام كونو                |
| إسراء عبد الفتاح | يمنى                   |
| لطفي لبيب        | القبطان سعيد سمكة      |
| رضوى عادل        | يسرى                   |